# Gelis helleni
Gelis helleni là một loài tò vò trong họ Ichneumonidae.